# Tom Burridge
Tom Eustace Burridge (* 30. April 1881 in Pimlico, London; † 16. September 1965 in Chatham, Kent) war ein englischer Fußballspieler.

## Sportlicher Werdegang
Burridge stieß 1899 zum englischen Amateurklub Upton Park FC, für den er in den folgenden sechs Jahren während seines Tiermedizinstudiums auflief. Der Klub nahm als Vertreter Großbritanniens am olympischen Fußballturnier 1900 teil. Ursprünglich nur zu Demonstrationszwecken gedacht, wurde kein wirklicher Wettbewerb durchgeführt. So spielte der Upton Park FC gegen den Club Français Paris und gewann dieses Spiel mit 4:0. Da die Franzosen ihr zweites Spiel gegen eine belgische Auswahl gewannen, wurde bei einer nachträglichen Aufwertung durch das IOC den Briten die Goldmedaille zugesprochen.
Nach seiner Zeit beim Upton Park FC diente Burridge im Royal Army Veterinary Corps zusammen mit seinen vormaligen Mannschaftskollegen John Nicholas und seinem Bruder John Burridge. Er wurde in Südafrika eingesetzt und stieg während des Ersten Weltkriegs zum Oberstleutnant auf.